# 동탄역 롯데캐슬
동탄역 롯데캐슬(영어: Dongtan Lotte Castle)은 대한민국 경기도 화성시 오산동 동탄2신도시에 위치한 아파트이다. 총 6개동이 있고 아파트 4개동, 오피스텔 2개동으로 구성되어 있다. 최고 높이는 176m이고 최고층은 49층이다. 아파트의 층수는 같지만 높이는 다르다. 2017년에 착공하여 2021년에 완공하였다.

## 역사
동탄2신도시에서 가장 인기가 높은 단지인 동탄역 롯데캐슬골드가 2015년 12월 분양할 예정이었다. 당시 아파트 이름은 가칭이었고 900가구를 분양할 계획이 있었다. 2017년 11월 동탄2신도시에 동탄역 롯데캐슬 트리니티를 분양할 계획인데 트리니티(Trinity)는 삼위일체라는 뜻이다. 12월 분양이 완료되었고 동탄역 롯데캐슬 트리니티가 동탄역 롯데캐슬으로 변경했다. 같은 해 착공하였다. 2018년 오피스텔을 분양하고 있다. 이후 분양이 완료되었고 2021년 7월에 완공되었다.

## 구성
동탄역 롯데캐슬의 구성이다.
| 동 명칭 | 층수 | 높이 |
| ------- | ---- | ---- |
| 101동   | 49층 | 173m |
| 102동   | 49층 | 176m |
| 103동   | 49층 | 176m |
| 104동   | 49층 | 173m |

## 높이
최고 높이는 176m이다. 최고 층수는 49층인데 아파트의 높이가 다르다. 101동, 104동 아파트 높이는 173m이고 102동, 103동 아파트 높이는 176m이다. 2021년에 완공된 화성시에 위치한 170m 이상의 아파트다. 메타폴리스(A동, D동 66층, 249m)보다 낮다. 2021년에 완공된 동탄역 유림노르웨이숲 아파트(101동, 102동 49층, 166m)보다 높다.

## 특징
아파트 주변에는 오피스텔이 있고 오피스텔 주변에는 아파트가 있다. 아파트와 오피스텔의 주변에는 하늘정원, 화합마당 등이 있다. 오피스텔 옆에는 백화점, 쇼핑몰, 영화관, 마트 등 편의시설이 있다. 생활, 쇼핑, 문화, 교육, 교통을 모두 갖추고 있다. 세대수는 아파트 940세대, 오피스텔 757실이다. 엘리베이터는 25대가 배치되어 있다. 주차대수는 아파트 1,323대 (세대당 1.4대), 오피스텔 730대 (세대당 0.96대)이다.

## 내부 시설

### 아파트
| 층수                | 용도         |
| ------------------- | ------------ |
| 25층 ~ 49층         | 아파트       |
| 24층                | 피난안전구역 |
| 3층 ~ 23층          | 아파트       |
| 1층                 | 로비         |
| 지하 6층 ~ 지하 1층 | 지하주차장   |

### 오피스텔 A동
| 층수                | 용도         |
| ------------------- | ------------ |
| 21층 ~ 35층         | 오피스텔     |
| 20층                | 피난안전구역 |
| 7층 ~ 19층          | 아파트       |
| 6층                 | 부대복리시설 |
| 1층 ~ 5층           | 상업시설     |
| 지하 6층 ~ 지하 1층 | 지하주차장   |

### 오피스텔 B동
| 층수                | 용도         |
| ------------------- | ------------ |
| 21층 ~ 30층         | 오피스텔     |
| 20층                | 피난안전구역 |
| 7층 ~ 19층          | 아파트       |
| 6층                 | 복도         |
| 1층 ~ 5층           | 상업시설     |
| 지하 6층 ~ 지하 1층 | 지하주차장   |

## 같이 보기
- 대한민국의 마천루 목록
- 경기도의 마천루 목록
- 화성시의 마천루 목록